# 源すず
源 すず（みなもと すず、1991年5月4日 - ）は、日本のグラビアアイドル、AV女優。New Actor eXperience所属。

## 人物・来歴
新潟県出身。趣味はカラオケ、特技は水泳、バドミントン。
2010年3月、IVデビュー。2011年2月、ケイ・エム・プロデュースからAVデビュー。

## 出演作品

### IV
2010年
- Super Positive（3月20日、キャメロンG）
- Timeless Affection（5月20日、キャメロンG）
- キャメロンデコード vol.1（7月1日、キャメロンG）
- Pin-up Girl（7月2日、デジプラン「フレイヤ」）
- Pin-up Girl 2（9月3日、デジプラン「フレイヤ」）
- Pin-up Girl 3（11月5日、デジプラン「フレイヤ」）

### AV
- 独占契約! 着エロアイドルが決意のAVデビュー（2月25日、ケイ・エム・プロデュース「宇宙企画」）
- 働くオンナ獲り 【タイトなスーツの美尻OLをハメ廻せ!!】 vol.2（3月23日、プレステージ）
- 女子キャンナウ 15（3月23日、プレステージ）
- 東京中出し女子校生 33（4月8日、S級素人）
- NEW REC CASE-05（4月20日、プレステージ）
- あの大人気着エロアイドル源すずに生中出し（5月13日、ケイ・エム・プロデュース「宇宙企画」）
- すぐに破れるコンドーム×源すず（5月27日、EROTICA）
- 同級生レズ 〜内緒の片想いから 秘密の両想いへ〜（9月22日、ディープス）
- むちむちブルマでオナニーのお手伝い（9月22日、ディープス）
- 生中出し 新入女子社員 17（12月9日、ケイ・エム・プロデュース「BAZOOKA」）

- 真正中出し!（7月28日、モブスターズ「MOB」）
- 銭湯とつげき羞恥 2 銭湯の男湯にガチガチに緊張した純粋少女をお届けします!（8月10日、ブリット）
- 手コキクリニック 手淫・口淫・性交出張精液採取スペシャル（9月6日、SODクリエイト「SENZ」）
- 「ママには言わないで…」ロリ性感オイルマッサージ 18（9月20日、ロータス）
- 被害少女28人精子ぶち込み 強制中出し孕ませ270分（9月25日、JUMP）
- 数学じゃわかんない事もあるんじゃない?（9月28日、バルタン「BALTAN Candy」）
- お嬢様クロニクル 2（9月28日、ONE DA FULL）
- さきっぽフェラ（10月19日、SEX Agent）
- 有頂天フェラ 史上最強のフェラチオアルバム（10月19日、SEX Agent）
- 女子校生15人オマ○コ指入れぴちゃぴちゃ自画撮りオナニー vol.8（10月20日、ピーターズ「プリモ」）
- 「このオンナ、最上級。」 09（10月20日、プレステージ「ONCE」）
- GET!! 素人ナンパNo.148 ビキニ!!湘●篇（11月7日、桃太郎映像出版）
- それいけ!てこきが〜る。（12月21日、SEX Agent）
- 綿パン尻コキ女子校生 02（12月21日、SEX Agent）

- ももいろ萌騎乗!! 超美少女コスプレ騎乗セックス（1月21日、SEX Agent）
- みなもとすずの悩殺!!パンチラ☆症候群 〜私の中の悪い虫〜（2月13日、アロマ企画「AROMA G-18」）
- MOEFELLA プリティ美少女萌えフェラシリーズ（2月15日、SEX Agent）
- 小悪魔女子校生が悩殺してあげる（3月1日、プレステージ「TOY GIRL」）
- 性感個室エステでアソコ濡らしちゃった私たち（3月13日、アロマ企画「AROMA」）
- 神萌え脚摩擦 美少女コスプレ脚コキ（3月15日、SEX Agent）
- 淫乱女性社員 勤務中に手コキ（3月15日、SEX Agent）
- 1人っきりにするのでディルドを使って貴方の本気オナニーを見せて下さい!!（3月22日、プレステージ）
- 痴漢されているコトを親友に気付かれたくない一心で声を押し殺す 制服潮浴び娘（4月2日、プレステージ「THRILL SEEKER」）
- JK文化祭模擬店・ちら見せオナサポ喫茶V（4月25日、アロマ企画「AROMA G-18」）
- ノンストップ がんばっChaiMaxx 週末だけはぶっかけ♥ごっくん♥中出し♥ ももいろエッチ（4月26日、First Star）
- 美少女アナルバカ一代（5月10日、First Star）
- 僕を男としてみていない地元の女友達が泊まりに来たので夜中に○○○をしてみると（5月10日、プレステージ「REAL DOCUMENT」）
- 出会い頭のいきなり手コキ2（5月23日、アロマ企画「AROMA」）
- 業界入りたてのウブな女の子を営業中の男湯に突入させてみた 4時間（7月10日、ブリット）
- 美少女密着バスルーム 貧乳・パイパン・中出しまみれ 4時間（7月19日、幼獄LiTE/妄想族）
- 出会い頭のいきなり手コキ3（9月13日、アロマ企画「AROMA」）
- どこからでもいっぱいぶち込んでね!（10月13日、CREAM PIE「クリームパイ」）

2014年
- にゅるにゅる手コキ 〜摩擦の度に訪れる至極の刺激〜（2月21日、SEX Agent）
- 性的倒錯脚コキ 〜卑猥な脚フェティシズム〜（3月21日、SEX Agent）

### フェチビデオ
2013年（アロマ企画）
- JK直下型&M字パンチラ挑発（1月13日、妄想チラリズム）
- 妄想パンチラフェロモン 官能オフィス編（1月13日、妄想チラリズム）
- 妄想パンチラフェロモン 【JK編2】（3月13日、妄想チラリズム）
- 小悪魔JK 大胆パンチラコレクション 6（3月25日、AROMA G-18）
- JKの太股とパンチラ（5月13日、妄想チラリズム）

### WEB配信
- 素人娘にお願いしました。 まじめな子に限って酔うと紅潮し膣が収縮し何度も何度もオーガズムに達する（2012年12月28日、ゲンエキ）
- S-Cute[2]

### 雑誌
- Raizo12月号（2012年11月5日、大洋図書）